# Евандро Рачоні де Ліма
Евандро Рачоні де Ліма або просто Евандро (порт.-браз. Evandro Rachoni De Lima, нар. 24 листопада 1989, Сан-Педру, Бразилія) — бразильський футболіст, воротар нижчолігового німецького клубу «Альцай».

## Ранні роки та особисте життя
Виріс у Ріо-де-Жанейро. Має також італійське громадянство, право на яке успадкував від свого діда. Його двоюрідний брат також футболіст, який виступав в українській Прем'єр-лізі.

## Кар'єра гравця
Ранні роки своєї кар'єри Евандро провів у Бразилії та Анголі, виступаючи за клуби «Ріу-Клару», «Бататаїш», «Санту-Андре», «Флуміненсе», «Інтер» (Луанда) та «Атлетіку Авіасан» (Луанда). Після цього переїхав до України, де перебував на контракті в київському «Арсеналі», але за киян не зіграв жодного офіційного матчу. Натомість провів 7 поєдинків у футболці аматорського клубу «Ретро». Проте під приводом неспокійної політичної обстановки та обшуків клубного автобусу «озброєними людьми». Рачоні вирішив втекти з України. Згодом президент «Ретро» Петро Ніколаєнко спростував цю інформацію, зазначивши, що його команда до Дніпропетровська ніколи не їздила. Вони виступали в чемпіонаті та кубку Черкаської області. Також Петро Ніколаєнко припустив, що Евандро міг їздити до Дніпропетровська в приватних справах. У вересні 2014 року виїхав до Лондона, де через декілька днів підписав контракт з «Лондон Бері», який не виступав у жодному футбольному чемпіонаті. Під час виступів за «Лондон Бері» його переглядав представник англійської Прем'єр-ліги «Вест Гем Юнайтед», а також ним цікавилися клуби з Франції та Сполучених Штатів. Після нетривалого перебування в «Конкорд Рейнджерс», де зіграв у 1 поєдинку чемпіонату, Евандро перейшов до клубу Першої футбольної ліги «Кроулі Таун», до складу якого приєднався у січні 2015 року, підписавши безстроковий контракт. Дебютував за «Кроулі» 13 січня 2015 року в Головному відкритому кубку Сассексу. Був запрошений на перегляд до «Пітерборо Юнайтед», але трансфер не відбувся через зміни у менеджменті клубу. Потім виступав у «Бішопс Стортфорд», у липні 2015 року підписав контракт з «Ілкестоном». Від фанів цього клубу отримав прізвисько «Бразилець Боб». У січні 2016 року сторони домовилися про розірвання контракту й Рачоні залишив клуб вільним агентом. У лютому 2016 року підписав контракт з німецьким клубом «Ворматія Вормс», зігравши 1 матч за першу команду та 4 поєдинки — за другу. У липні 2016 року перейшов до «Гімбсгайму». З 2017 року захищає кольори клубу РВО «Альцай».

## Стиль гри
Під час виступів за аматорський клуб «Ретро» відзначився нестабільною грою. Міг один матч провести на високому рівні, а наступного матчу зіграти невдало. Брав на себе ініціативу, проте не завжди це було виправдано.